# Distretto di Carcabat
Il distretto di Carcabat è  un distretto dell'Eritrea nella regione dell'Anseba, con capoluogo Carcabat.